# 心語假說
心語假說 （ Language of thought hypothesis，LOTH ）是一种语言学、心靈哲学和认知科学的观点，由美国哲学家杰瑞·福多提出。 有时被称为思維語言假說或思维有序心理表达理论 （ TOME ）。该理论認為思维的本质有著類似「语言」或是「組合」的结构（有时也称之为心理語言，mentalese）。根据这个观点，简单概念會系統地结合以建立思想（类似于语言中的语法规则）。该理论最基本的形式指出，思维和语言一样，也具有语法。 
心語假說使用语言学和认知科学的實證資料來描述哲学观点中的心理表征 ，该假设认为思维发生在心語（LOT）中：「唯有作為一個由語言或語義結構『標記』（token ）的表徵系統，並透過組合語法來運作，認知及認知過程才有可能出現。」在心語中使用的語言符記（token）描述了由邏輯規則操作的基本概念，這些邏輯規則建立了因果關係以允許複雜的思想。而語法和語義對這種心理表徵系統的屬性具有因果影響。   
这些心理表征并非以纸上符号那样的方式呈现在大脑中；相反地，LOT应该存在于思想和概念的认知层次。 LOTH对认知科学的许多领域具有广泛的重要性，依赖於一种功能主义的唯物主义版本，认为心理表征是由持有命题态度的个体所实现及修改，並挑战了取消唯物論和联结主义。它意味着一种强烈的理性主义认知模型，而其中许多认知的基础都是与生俱来的。   

## 介紹
该假设适用于具有命题内容的思想，并非用來描述思想中所发生的一切。它诉诸于思维的表徵理论，来解释这些語言個例（token）实际上是什么，以及它们是如何表徵的。必然有一种心理表征，与表征的对象之间存在着某种独特的关系，并具有特定的内容。复杂思维的语义内容源于基本思维的内容及其相互之间的关系。思维只能以心語语法的方式相互关联。将这两个子部分结合起来的语法可以用一阶谓词演算来表示。 
“约翰是高的（John is tall）”的想法显然由两个部分组成，即约翰的概念和高度的概念，它们在一阶谓词演算中可表示为，谓词“T”（“是高的”）包含实体“j”（约翰）。而详尽的LOT提案，必须考虑更多复杂因素，如量化和命题态度 （人们对陈述可能持有各种态度;例如我可能「相信」或可能「看到」或者僅僅「怀疑」约翰是高的）。 

### 準則
1. 没有心理表征就没有更高层次的认知过程。唯一可信的心理模型，需要一个表征系统作为计算对象，將更高层次的认知过程，表示為表徵的和计算的思维。因此，我们必须認為表征系统是「發生认知和思维的生物」所具有的屬性。
2. 我们的意图和行动之间存在因果关系。因为心理状态的结构使我们的意图透過我们的行为表现出来，所以我们看待世界和自己的方式以及我们所做的事情之间有所联系。

## 反響
「心語」假說既具有爭議性，又具有開創性。一些哲學家反對這種說法，認為我們的公共語言就是我們的心語——即說英語的人用英語思考。但另一些人則認為，甚至那些沒有公共語言的人身上也有複雜的思維（比如嬰兒、失語症患者，甚至是高級靈長類動物），因此某種形式的心理語言必然是與生俱來的。
心語假說認為心理狀態是因果有效的，這與吉爾伯特·賴爾（Gilbert Ryle）等行為學家的觀點不同。賴爾認為，心理狀態原因與行為結果之間並未分開。更準確地說，人們以某種方式行事，是因為他們傾向於以這種方式行事，這些因果心理狀態是具有表徵性的。希爾勒（John Searle）以生物自然主義的形式反對這一點，這是一種接受心理狀態因果效應的非表徵性心理理論。希爾勒將意向狀態分為低層次的大腦活動和高層次的心理活動。比起較高層次的心理表徵，低層次、非表徵性的神經生理過程在意圖和行為上具有因果力。
蒂姆·克蘭（Tim Crane）在他的《機械心靈》一書中指出，雖然他同意福多的觀點，但理由卻截然不同。他從邏輯上反駁LOTH對自然語言中句子如何獲得意義的解釋。也就是說，假設P在LOT中的意思與「白雪是白色的」在自然語言中的意思相同，那麼若「白雪是白色的」為真，若且唯若P在LOT中為真。任何符號操作都需要某種方式來推導這些符號的含義。如果句子的意思是由LOT中的句子來解釋，那麼LOT中的句子的含意一定也是從其他地方得到。這樣似乎有無窮倒退的句子得到他們的意義。因為自然語言中的句子從使用者（說話者、寫作者）那裡獲得意義，因此，心語中的句子必須從思考者使用它們的方式中獲得意義，然後不斷倒退。這種倒退通常被稱為矮人倒退（homunculus regress）。
丹尼爾·丹尼特（Daniel Dennett）接受了矮人可能被其他矮人解釋的觀點，不過否認這將導致矮人的無窮倒退。每個解釋性矮人都比它所解釋的矮人「更愚蠢」或更基本，但這種倒退不是無限的，而是在一個簡單到不需要解釋的基本水平見底。希爾勒指出，底層的矮人仍然在操縱一些符號。
「LOTH」意味著大腦對推理的邏輯規則、句法（句子結構）和語義（概念或詞義）的語言規則，具有一定的隱性知識。如果LOTH無法表明心智知道它正遵循一組特定規則，那麼心智就不是計算性的，因為它不受計算性規則的控制。這組規則的不完整性在解釋行為時被指出，許多有意識的人，其行為方式與邏輯規則相悖。然而，任何規則都不能解釋這種非理性行為，這表明至少有一些行為不符合這組規則。
表徵性心理理論中的另一個反對意見，與命題態度和表徵之間的關係有關。丹尼特指出，一個國際象棋程序可以有「想讓它的皇后早點出來」的態度，而不需要明確說明這一點的表示或規則。計算機上的乘法程式是以計算機語言1和0來計算，所產生的表徵形式與任何命題態度都不相符。
蘇珊·施耐德（Susan Schneider）開發了一個LOT的版本，在許多方面偏離了福多的方法。在她的著作《思維的語言:一個新的哲學方向》（The Language of Thought: a New Philosophical Direction）中，施耐德認為，福多對認知科學成功的悲觀態度是錯誤的，她描述了一種將LOT與神經科學相結合的方法。 她還強調LOT並不執著所有概念都是先天的極端觀點。 她提出了一種新的心理符號理論和相關的兩層概念理論，概念的本質由它的LOT符號類型及含義決定。

## 與聯結主義的關係
聯結主義是人工智能的一種方法，有多個理論框架與LOTH相同，即心理狀態是計算性的、因果有效的，且常常是表徵的。然而，聯結主義強調思維機器的可能性，最常見的實現方式是類神經網絡（一組相互聯結的節點），它將心理狀態描述為，聯結強度可隨著時間改變以創造記憶。流行的神經網絡有單元解釋和學習演算法。“單元”可以解釋為神經元或神經元群。學習演算法則是指，聯結權重可隨時間改變以允許網絡修改它們的聯結。聯結主義神經網絡能夠藉由激活而隨時間變化。表示激活的數值，代表神經網絡單元在任意時刻的樣子。激活擴展是指隨著時間的推移，激活將傳播給其他與被激活單元相連的單元。
由於聯結主義模型可以隨時間改變，支持者聲稱可以解決LOTH帶給經典人工智能的問題。問題是很多使用LOT句法框架的機器，在解決問題和儲存資料方面，比人類心智表現得更好，然而在辨識面部表情、對象照片以及理解微妙的手勢等方面，則過於遜色。福多為LOTH辯護，聯結主義模型只是對「心灵计算理论」的某種領悟或實現，而這理論必然是採用符號操作的LOT。
福多和芝農·派利夏恩（Zenon Pylyshyn）在他們的辯護中使用了「認知架構」的概念。認知架構為生物的一套基本功能，具有表徵輸入和表徵輸出。認知架構認為，認知能力是生產性的、系統性的、推理連貫的，這是自然規律——如果他們能理解某一結構的一個句子，他們就有能力產生和理解該結構的句子。認知模型必須有一個認知架構，以相容於科學方法的方式解釋這些規律和屬性。福多和派利夏恩認為認知架構只能訴諸表徵系統來解釋系統性的屬性，而聯結主義要么使用表徵的認知架構，要么不使用。如果採用表徵系統，那麼聯結主義就使用了LOT。若非如此，它在經驗上就是錯的。
聯結主義者否認使用LOT來回應福多和派利夏恩，否認認知本質上是一種使用表徵輸入和表徵輸出的功能，或者否認系統性是一種基於表徵的自然法則。

## 实证检验
自从LOTH出现以来，已经透過實證测试。但并非所有实验都证实了这一假设; 
- 1971年，罗杰·谢泼德和杰奎琳·梅茨勒（Jacqueline Metzler）验证了芝農·派利夏恩（Pylyshyn）的特殊假设，即所有符号都是由大脑透過其基本的数学描述来理解的。[8]谢泼德和梅茨勒的实验包括向一组对象显示三维物体的二维线条图，然后在某个旋转处显示相同的物体。根据谢泼德和梅茨勒的说法，如果派利夏恩是正确的，那么将物体识别为同一物体所花费的时间并不取决于物体旋转的程度。然而，他们发现，识别物体所用的时间与其旋转成正比，这与这一假设相矛盾。
- 世界上物体之间关系的先验知识，与收試者识别相同物体所花费的时间可能存在联系。例如，當一隻手以不可能實現的方式旋轉時，受试者很可能無法辨別。在那之後，經過了實證檢驗和支持也指出，當數學是以拓樸整体的形式來描述時，大脑可能會操纵的更好。这些发现闡明，心智在符號操縱方面的不足之處。
- 有些失聪的成年人既没有能力学习口语，也没有办法使用手语，他们被称为「家庭手语者（英语：Home_sign）」（ home signer）。事实上，他们用手势和自己创造的手语与他人进行交流。尽管他们没有语言方面的经验，也不知道语言如何运作，但他们所能概念化的词汇，不仅仅是一些圖符的词汇，而是抽象的词汇，这表明他们在创造一个手势来表达语言之前就能理解这些词汇的涵義。[9]Ildefonso是一名27岁学会一门主要手语的家庭手语者。他发现，尽管他的思维变得更容易表達，但他已经失去了与其他家庭手语者沟通的能力，也记不起他在没有语言的情况下是如何思考的。 [10]
- 其他研究发现了什么思维过程可能是非语言的，包括柏林（Berlin）和凯（Kay）在1969年进行的一项研究，该研究表明，无论一种语言对不同颜色有多少单词，所感知的色谱都是相同的，研究于1981年完成并于1983年修订，並影射，尽管透过言辭易於傳達，但沒透過言辭的情況下，思維處理的速率是相同的。 [11]
- Maurits（2011）描述了一种实验，透過回忆一个事件的动词（verb）、主事（agent）和受事（patient）所需的相对时间，来测量心语的词序 。结果表明，回忆主事的速度最快，回忆动词的速度最慢，从而得出了主语-宾语-动词心语（SOVLOT）的结论。 [12]